# Mark Kiptoo
Pour les articles homonymes, voir Kiptoo.
Mark Kosgey Kiptoo (né le 21 juin 1976 à Lugari) est un athlète kényan spécialiste des courses de fond.

## Carrière
Quatrième du 5 000 mètres lors de la Finale mondiale d'athlétisme 2008, Mark Kiptoo se classe septième des Championnats du monde de cross-country 2009, à neuf secondes de l'Éthiopien Gebre-egziabher Gebremariam, vainqueur de l'épreuve. Il descend pour la première fois de sa carrière sous les 13 minutes sur 5 000 mètres en réalisant 12 min 57 s 62 lors du meeting Golden Gala de Rome. 
En 2010, Mark Kiptoo monte sur la troisième marche du podium du 5 000 mètres des Championnats d'Afrique se déroulant à Nairobi, s'inclinant face à ses compatriotes Edwin Soi et Vincent Yator. Il remporte peu après le meeting DN Galan de Stockholm, avant-dernière épreuve de la Ligue de diamant 2010. Il améliore à cette occasion son record personnel en signant le temps de 12 min 53 s 46. 

## Palmarès
| Date | Compétition              | Lieu           | Résultat | Épreuve  |
| ---- | ------------------------ | -------------- | -------- | -------- |
| 2007 | Jeux mondiaux militaires | Hyderabad      | 1er      | 5 000 m  |
| 2007 | Jeux mondiaux militaires | Hyderabad      | 2e       | 10 000 m |
| 2010 | Championnats d'Afrique   | Nairobi        | 3e       | 5 000 m  |
| 2010 | Jeux du Commonwealth     | New Delhi      | 3e       | 5 000 m  |
| 2011 | Championnats du monde    | Daegu          | 8e       | 10 000 m |
| 2011 | Jeux mondiaux militaires | Rio de Janeiro | 1er      | 5 000 m  |
| 2012 | Championnats d'Afrique   | Porto-Novo     | 1er      | 5 000 m  |
| 2012 | Championnats d'Afrique   | Porto-Novo     | 2e       | 10 000 m |
| 2014 | Marathon de Paris        | Paris          | 9e       | Marathon |
| 2014 | Marathon de Francfort    | Francfort      | 1er      | Marathon |
| 2023 | Marathon de Zurich       | Zurich         | 1er      | Marathon |
| 2024 | Marathon de Zurich       | Zurich         | 1er      | Marathon |
| 2025 | Marathon de Zurich       | Zurich         | 1er      | Marathon |